# واشر سرسیلندر

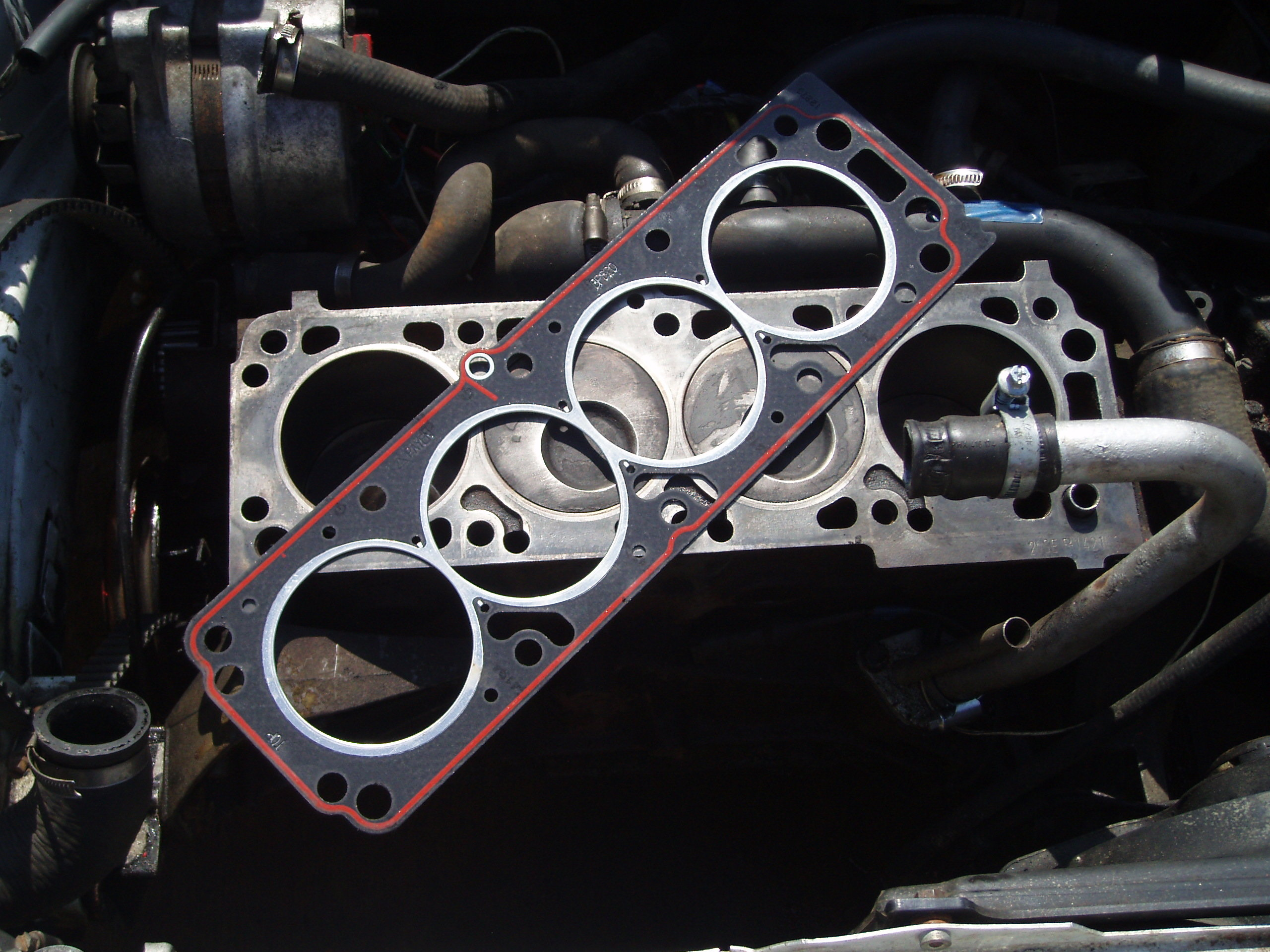

گَسکِت سر سیلندر (به انگلیسی: Cylinder head gasket) یا واشر سرسیلندر، قطعه‌ای در موتور وسایل نقلیه است که فضای بین سیلندر و سرسیلندر را آب‌بندی می‌کند تا از فرار گاز از محفظه احتراق، نشت آب از کانال‌های آب و نشت روغن از کانال‌های روغن جلوگیری کند. آب‌بندی واشر سرسیلندر امر مهمی است چراکه هر گونه نشتی در عملکرد موتور تأثیر گذار بوده و می‌تواند موجب کاهش قدرت و راندمان موتور شود. جنس واشر سرسیلندر معمولاً از پنبه نسوز، فولاد و مس است تا بتواند فشار و حرارت زیاد ناشی از موتور را تحمل کند. زمانی که واشر سرسیلندر تغییر شکل می‌دهد یا به‌اصطلاح می‌سوزد، قابلیت آب‌بندی آن از بین می‌رود. کم شدن آب رادیاتور، انسداد مجراهای عبور آب در موتور، نقص فنی در ترموستات، نقص فنی در واتر پمپ، پیچ خوردگی شلنگ‌های ورودی و خروجی رادیاتور و رانندگی طولانی در ترافیک و فشار بر موتور در فصل گرما از دلایل خراب شدن واشر سرسیلندر هستند.

## انواع واشر سرسیلندر
به صورت کلی می‌توان انواع واشر سرسیلندر را به این صورت تقسیم نمود:
- واشر سرسیلندر الاستومری
- واشر سرسیلندر فلزی چند لایه (Multi Layer Steel)
- واشر سرسیلندر ورق مس
- واشر سرسیلندر کامپوزیتی
- واشر سرسیلندر اورینگی

البته در کاربرد امروزی، واشر سرسیلندر الاستومری و فلزی چندلایه پرکاربرد بوده و بقیه موارد تقریباً مورد استفاده خودرویی ندارد.